# Lolita Flores
María Dolores González Flores (Madrid, 6 maggio 1958) è una cantante, attrice e conduttrice televisiva spagnola. Conosciuta artisticamente dai suoi esordi come Lolita e, successivamente come Lolita Flores.

## Biografia
Nata nel quartiere madrileno di Chamberí, è figlia di Lola Flores e Antonio González "El Pescaílla". 
Diventa nota nel 1975 come cantante e attrice nella scena artistica spagnola.
Lolita ha presentato vari programmi televisivi incentrati su varietà, principalmente musical e interviste, oltre a vari galà su diverse reti spagnole. Ha inoltre partecipato a numerosi programmi televisivi come ospite.
Nel 2003 riceve il Premio Goya per la migliore attrice rivelazione per il film Rencor.
Nel 2006 vince il premio per la migliore attrice al Valencia Film Festival per il film La princesa del polígono.
Nel 2017 le viene assegnata la Medaglia d'Oro al Merito in Belle Arti che ha ritirato il 18 febbraio 2019 consegnata dal Re e dalla Regina di Spagna a Córdoba.

## Attività professionale

### Cantante
Lolita debutta nel mondo della musica alla fine del 1975 quando aveva solo 17 anni con quello che fu il suo primo successo musicale, il brano " Amor, amor ", opera del compositore e chitarrista jereziano Paco Cepero. Grazie a ciò, è arrivata al numero uno della top 40 list , un successo che l'ha portata a raggiungere la popolarità e ad ottenere il disco di platino in Spagna e in America, continente in cui avrebbe messo piede per la prima volta con la popolare Carmen Seville, che la presenterebbe al pubblico latino. Il suo repertorio si è concentrato sui temi melodici dell'amore, eseguiti con una sfumatura e un timbro di voce particolari, tipici dell'artista.
In questo decennio ha pubblicato altri tre album intitolati "Abrázame " nel 1976, " Mi carta " nel 1977 e " Espérame " nel 1978, con i quali ha nuovamente ottenuto un disco di platino in Spagna e America.
Nel 1979 intraprende un tour mondiale con la madre Lola Flores e la zia Carmen Flores con lo spettacolo " The Flowers Concert " con il quale si esibiscono anche al Madison Square Garden di New York.

### Attrice
Dopo una prima inclusione al cinema quando aveva solo pochi anni nel film interpretato dai suoi genitori, Lola Flores e Antonio González , con il titolo La Gitana y el charro , nel 1976 ha recitato insieme all'attore Máximo Valverde nel suo primo film intitolato Haz la loca... no la guerra diretto da José Truchado. 

## Vita privata
Proviene da una famiglia di artisti, nella quale figurano Antonio Flores, Rosario Flores e Alba Flores. Suo parente è inoltre Quique Sánchez Flores.
Dopo una relazione con il torero Francisco Rivera, sposò l'argentino Guillermo Furiase con il quale ebbe la figlia Elena Dolores Furiase González. Dopo la separazione dal marito, nel corso degli anni ebbe diverse relazioni.
All'inizio del 2010 ha annunciato durante un programma televisivo di aver subito un'operazione per un cancro dell'utero a cui è stata sottoposta nel dicembre 2009 e dalla quale è uscita completamente guarita.

## Discografia
- 1975 Amor, amor
- 1976 Abrázame
- 1977 Mi carta
- 1978 Espérame
- 1980 Seguir soñando
- 1982 Atrévete
- 1983 Águila real
- 1985 Para volver
- 1987 Locura de amor
- 1990 Madrugada
- 1991 Con sabor a menta
- 1994 Y la vida pasa
- 1995 Quién lo va a detener
- 1997 Atrasar el reloj
- 2001 Lola, Lolita, Lola
- 2002 Lola, Lolita, Dolores
- 2004 Si la vida son 2 días
- 2005 Y ahora Lola. Un regalo a mi madre
- 2007 Sigue caminando

## Filmografia
- La gitana y el charro, regia di Gilberto Martínez Solares (1964)
- Haz la loca... no la guerra, regia di José Truchado (1976)
- Rencor, regia di Miguel Albaladejo (2002)
- Historia de Estrella, regia di Manuel Estudillo (2003)
- Fuerte Apache, regia di Mateu Adrover (2007)
- La princesa del polígono, regia di Rafa Montesinos (2007)
- El libro de las aguas, regia di Antonio Giménez-Rico (2008)
- Madre Soledad - Al servizio degli infermi (Luz de Soledad), regia di Pablo Moreno (2016)
- Carne, regia di Alejandro Marcos (2017)
- Paella today, regia di César Sabater (2017)
- Venus, regia di Víctor Conde (2022)

## Programmi TV
- Sabor a Lolas (1992-1993) (Antena 3)
- Y la vida pasa (1994) (TVE)
- ¡Ay Lola, Lolita, Lola! (1995) (TVE)
- Quién lo va a detener (1995) (TVE)
- Con otro aire (1996) (Canal Sur TV)
- Un siglo de canciones (1999) (Canal 9 TV)
- 2000 canciones (2000) (Canal 9 TV)
- Tu gran día (2000) (TVE)
- El verano de tu vida (2000) (TVE)
- Tirititrán (2001) (La 2 de TVE) P
- Grandiosas (2002) (Telecinco)
- Gala - Miss Verano 2002 (2002) (Telecinco)
- Gala- Día de Andalucía (2004) (Canal Sur TV)
- Galas de verano (2005) (Canal Sur TV)
- Espejo público (2008) (Antena 3)
- Gala Nochevieja - Feliz 2009 (2008-2009) (TVE)
- Gala - Música para mi madre (2012) (TVE)
- Amigas y conocidas (2014-2015) (TVE)
- El pueblo más divertido de España (2014) (TVE)
- Tu cara me suena (2015 - 2022) (Antena 3)
- No pierdas el compás (2017) (Canal Sur TV, Aragón TV y CMMedia)
- Lolita tiene un plan (2017) (TVE)
- La voz kids (2019) (Antena 3)
- El hormiguero 3.0 (2021) (Antena 3)